# Caaschwitz
Caschwitz  est une commune allemande de Thuringe située dans l'arrondissement de Greiz. 

## Géographie

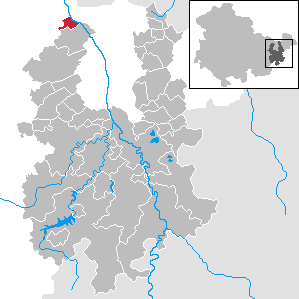
Situation de la commune (en rouge) dans l'arrondissement

Caaschwitz est située dans le nord de l'arrondissement de Greiz, à la limite avec l'arrondissement de Saale-Holzland sur la rive gauche de l'Elster Blanche, à 3 km au nord de Bad Köstritz,  à 12 km au nord-ouest de Gera et à 42 km au nord de Greiz, le chef-lieu de l'arrondissement.
Caaschwitz est administrée par la ville voisine de Bad Köstritz.

Communes limitrophes (en commençant par le nord et dans le sens des aiguilles d'une montre) : Hartmannsdorf, Silbitz et Bad Köstritz.

## Histoire

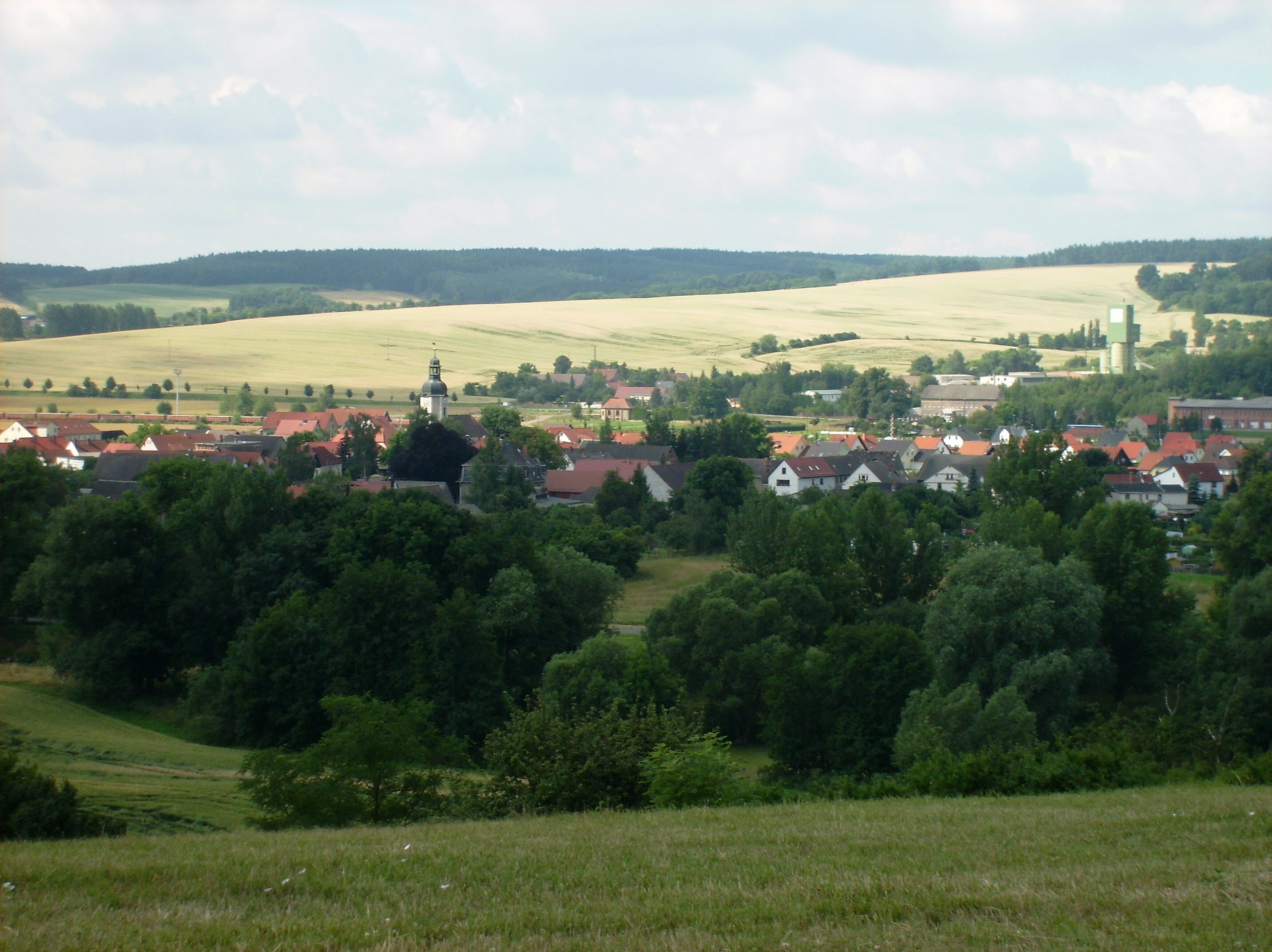
Vue du village de Caaschwitz

La première mention de Caaschwitz date de 1191.
Le village a fait partie de la principauté de Reuss branche cadette (cercle de Gera). Il a souffert de très nombreuses inondations dues aux crues de la rivière en 1362, 1480, 1585, 1622, 1954 (la plus grave), 1974 (à deux reprises dans la même année).
La commune est occupée par les troupes américaines en avril 1945 et remise à l'Armée rouge en juillet de la même année. Elle est alors incluse dans la zone d'occupation soviétique. En 1949, elle est intégrée à la République démocratique allemande (district de Gera).

## Démographie
| 1910 | 1933 | 1939 | 1995 | 2000 | 2005 | 2010 |
| ---- | ---- | ---- | ---- | ---- | ---- | ---- |
| 612  | 673  | 644  | 678  | 701  | 716  | 649  |

## Communications
Caaschwitz est située sur la route nationale N7 Gera-Eisenberg-Iéna.